# Wilczyca (film)
Wilczyca – polski film fabularny (dramat psychologiczny z elementami horroru) z 1982 roku w reżyserii Marka Piestraka, z Krzysztofem Jasińskim i Iwoną Bielską w rolach głównych. Adaptacja noweli Jerzego Gierałtowskiego pt. Wadera (1977). Film zaliczany do klasyki polskiego horroru, przyciągnął do kin ok. 2 milionów widzów w roku premiery (1983).

## Fabuła
Akcja rozgrywa się w zaborze austriackim, w roku 1848. Kacper Wosiński (Krzysztof Jasiński), weteran walk narodowo-wyzwoleńczych, na wieść o agonii małżonki Maryny (Iwona Bielska) powraca w pośpiechu do domu w Sieniawce. Przed domem czeka brat Mateusz (Jerzy Prażmowski), który informuje Kacpra o nieudanej próbie przerwania ciąży, jako przyczynie tragicznego położenia Maryny. Kacper na próżno usiłuje dociec, z kim zdradzała go żona. Przy chorej czuwa doktor Goldberg (Henryk Machalica), który widząc rozległość ran nie daje jednak kobiecie większych szans na przeżycie. Nie pomagają też zapewnienia Kacpra o hojnym wynagrodzeniu doktora, jeśli temu uda się uratować Marynę.
Nocą, umierająca Maryna ostatkiem sił wypomina mężowi (w obecności Mateusza) brak zainteresowania jej osobą, wyzwiska („Nazwałeś mnie suką i zdechnę jak suka!”), a także chęć pozbycia się jej („Spieszno ci przysypać mnie ziemią...”). Skonsternowany Kacper spostrzega, iż wiszący dotąd nad łóżkiem krucyfiks znikł – Maryna przyznaje się do spalenia krzyża, ściskając jednocześnie w ręku dziwne zawiniątko. Wkrótce potem złowieszczo obiecuje: "Znajdę cię..." – i umiera. Kacper z dużym opanowaniem wyciąga zawiniątko – wewnątrz znajduje się fragment zajęczej łapy. Indagowany o to tajemnicze znalezisko Mateusz udziela równie tajemniczych, niejasnych odpowiedzi. Jednocześnie za oknem rozlega się skowyt wilka.
W dniu pogrzebu, w drodze na cmentarz Mateusz wystruguje kołek osikowy z zamiarem przebicia nim ciała Maryny, przeciwko czemu protestuje Kacper. Mateusz ostrzega brata, że to jest jedyny sposób na uniknięcie zemsty zmarłej. Nie dochodząc do wyraźnego porozumienia dwójka bohaterów kontynuuje przewóz trumny na cmentarz. Na miejscu, Kacper nie ukrywa swojego zdziwienia nieobecnością ludzi, w tym przede wszystkim spodziewanego księdza. Mateusz informuje nieświadomego dotąd brata, iż ksiądz odmówił pokropku, uzasadniając to niemoralnym trybem życia Maryny, w tym jej grzesznym zainteresowaniem czarną magią. Kacper niechętnie pomaga Mateuszowi otworzyć wieko trumny, natomiast namowy Mateusza do przebicia ciała Maryny kołkiem osikowym („Ty to musisz zrobić! Tylko Ty – jej mąż!”) Kacper odrzuca z obrzydzeniem, a nawet z dozą agresji. W obliczu odmowy Kacpra, Mateusz sam, ostrożnie i powoli przebija trupa kołkiem.
Po pogrzebie (sam moment pochówku nie jest w filmie pokazany) Kacper postanawia opuścić dom rodzinny raz na zawsze („Nie chcę go więcej widzieć. Obmierzł mi już do cna.”), pomimo nalegań brata, aby jednak został. Bohater wyrusza do Rosołowic, do majątku hrabiego Ludwika (Stanisław Brejdygant), z którym łączyła go przyjaźń i zaufanie zawiązane jeszcze w czasie wspólnych walk powstańczych. Mateusz pozostaje w Sieniawce sam.
Już pierwszego dnia po przybyciu do Rosołowic Kacper orientuje się, że jego śladami podąża tajemnicza wilczyca – z pewnością wcielenie zmarłej, szukającej odwetu Maryny. W czasie gdy Kacper sięga po broń palną z zamiarem zabicia zwierza – wilczyca przepada bez śladu. Jednocześnie do pałacu podąża konno trudny do zidentyfikowania jeździec. Zaciekawiony Kacper dowiaduje się od lokaja (Jerzy Zygmunt Nowak), który otworzył jeźdźcowi drzwi pałacu, iż przybyszem jest hrabia Wiktor Smorawiński (Leon Niemczyk) – znany Kacprowi tylko pobieżnie. Gamoniowaty lokaj pytany, czy widział kręcącą się po okolicy wilczycę – zaprzecza.
Przechodząc do gabinetu hrabiego Ludwika, Kacper zastaje w nim gospodarza dyskutującego nerwowo z hrabią Wiktorem Smorawińskim. Ludwik przedstawia sobie obu panów, ale Wiktor, wyraźnie zniecierpliwiony ponagla emocjonalnie Ludwika do jak najrychlejszego opuszczenia majątku, aby uniknąć aresztowania – obaj hrabiowie podejrzewani są bowiem o udział w anty-cesarskim spisku („Lepsza tułaczka niż kazamaty!”). Początkowo niechętnie reagujący hrabia Ludwik daje się ostatecznie namówić na ucieczkę. Zanim przygotowania do wyjazdu mogły się rozpocząć, hrabia Wiktor pada nieprzytomny na ziemię. Zdezorientowani Ludwik i Kacper rzucają się do pomocy. Kacper szybko stwierdza, iż to tylko osłabienie spowodowane nadciśnieniem i trudami intensywnej podróży. Nasłuchując bijącego serca Wiktora, Kacper przypadkowo rozcina sobie policzek o duży krucyfiks zawieszony na szyi nieprzytomnego hrabiego. Ludwik sugeruje, że Wiktora należy przenieść do jakiegoś miejsca, gdzie mógłby odzyskać siły.
Hrabia Ludwik w samotności postanawia poinformować żonę Julię (Iwona Bielska) o zamiarze wyjazdu. Z widocznym niepokojem i napięciem kieruje kroki w stronę sypialni na piętrze pałacu. Natrafia tam nie tylko na hrabinę Julię, ale także na jej przyjaciółkę, Hortensję Vitie (Hanna Stankówna) – obie panie łączy ewidentnie nie tylko przyjaźń, ale także niedwuznaczne kontakty erotyczne. Zmieszany Ludwik, zanim udaje mu się wyjaśnić swoją sytuację, zostaje wyśmiany przez parę kochanek, również z powodu jego zaawansowanego wieku i – w podtekście – niewydolności seksualnej; Ludwik wybuchem gniewu reaguje na zawstydzające uwagi żony. Drwiny niewyżytej seksualnie i spragnionej rozrywkowego trybu życia Julii stopniowo przeradzają się w ostrą krytykę „patriotycznych mrzonek” i politycznych narad, jakie odbywają się w pałacu, a następnie w krzykliwą i spazmatyczną zapowiedź ucieczki „z tego odludzia”. Skonfundowany Ludwik prosi Hortensję o pomoc w uspokojeniu płaczącej, rozhisteryzowanej żony. Hortensja sugeruje, iż gospodarz powinien zostawić je same w spokoju. Ludwik powoli opuszcza pomieszczenie nie zdążywszy zawiadomić małżonki o planowanym wyjeździe.
Na parterze trwają ostatnie przygotowania do wyjazdu. Pojawia się lekko sfatygowany, lecz zapewniający o dobrym samopoczuciu hrabia Wiktor. Po krótkiej wymianie zdań z Ludwikiem, hrabia Wiktor zwraca się do Kacpra Wosińskiego z żądaniem towarzyszenia im w ucieczce. Zdziwiony przez moment administrator nie ma innego wyjścia, jak tylko zaakceptować pomysł hrabiego.
Ucieczka. Kacper Wosiński porusza się kolaską w celach zwiadowczych w znacznej odległości przed parą hrabiów – towarzyszy mu woźnica Onufry (Tadeusz Teodorczyk) oraz patrolujący drogę Stasiek (Stefan Paska). Zapada mrok. Zmęczony podróżą i niestroniący od alkoholu Kacper zasypia w kolasce. Śnią mu się koszmary – zjawa zmarłej, powstałej z grobu Maryny. Wybudza go ze snu wołanie Staśka. Kolaska dotarła do Tatarskiego Rozjazdu. Panuje bardzo gęsta mgła, nie wiadomo, gdzie znajdują się dwaj hrabiowie. Kacper wysyła Staśka na poszukiwania Ludwika i Wiktora, a sam w międzyczasie wdaje się w mroczną pogawędkę z woźnicą Onufrym. Nagle, ku ich przerażeniu, w głębi ciemnego lasu pojawia się podążająca w ich kierunku zjawa; rozlega się przeraźliwy, niesiony echem śmiech – rozpoznawalny jako głos zmarłej Maryny. Po chwili konie zaprzęgnięte do karety zrywają się do ucieczki – najwyraźniej czymś przestraszone. Kacper i woźnica z trudem je zatrzymują i uspokajają. Pojawia się nieoczekiwanie para zaginionych hrabiów, którzy wcześniej zabłądzili we mgle. Cała piątka kieruje się niechybnie w stronę pobliskiej karczmy. Na miejscu odkrywają wiszące przed wejściem zwłoki właściciela zajazdu – Żyda Zylberta, zamordowanego zapewne przez huzarów.
Rankiem następnego dnia hrabia Ludwik prosi Kacpra, aby ten powrócił do pałacu i przekazał Julii list. Pozostała czwórka udaje się w dalszą podróż. Ich losy pozostają nieznane aż do ostatniej sceny filmu. Tymczasem Kacper Wosiński podupada na zdrowiu – wróciwszy do majątku w Rosołowicach, posyła lokaja po doktora. Przybyły wieczorem doktor Goldberg diagnozuje chorobę Kacpra jako „gorączkę błotną” i podaje mu lekarstwa; Kacper leży półprzytomny w oficynie pałacu. Po udzieleniu lokajowi zwięzłych informacji na temat dalszego postępowania z chorym, doktor opuszcza oficynę.
W nocy, walczącego z chorobą Kacpra budzą dziwne odgłosy dochodzące od strony okna. W świetle ognia kominkowego dostrzega jakąś sylwetkę zmierzającą w jego stronę. Przerażony wzywa lokaja. Lokaj wchodzi ze świecą w ręku, obaj mężczyźni rozglądają się po mrocznym pokoju, ale nie widzą niczego podejrzanego. Kacper stwierdza jedynie nieobecność swojego psa, Figi. Lokaj pytany o Figę przyznaje, że wypuścił ją wcześniej na zewnątrz. Zza okna, ku zaniepokojeniu lokaja, dochodzi odgłos wyjącego wilka. „Zima będzie długa...” – wzdycha Kacper i odsyła lokaja na spoczynek.
Nazajutrz Kacper udaje się do przypałacowego parku w poszukiwaniu Figi. Na wołania i gwizdy Kacpra nie ma żadnej reakcji. Po przebyciu pewnego dystansu natrafia on na ślady psich, czy też może wilczych łap w śniegu. Podążając ich tropem zapuszcza się w gęstwinę krzaków, gdzie – ku swojemu przerażeniu – odnajduje zmasakrowanego, zdychającego i skowyczącego jeszcze psa.
Pod nieobecność hrabiego do pałacu przybywa na czele grupy huzarów – Otto von Furstenberg (Olgierd Łukaszewicz). Celem jego wizyty jest hrabina Julia, którą poznał jakiś czas wcześniej na dworze cesarskim: w Wiedniu para szybko przypadła sobie do gustu a ich pierwsza randka odbyła się w miejscu... hodowli wilków. Na pytanie Ottona o motywy wyboru tak dziwnego miejsca schadzki, młoda Julia wyznaje swoją fascynację tymi zwierzętami. Sprowokowany podejrzeniem o strach, Otto postanawia na oczach Julii udowodnić swoją odwagę i własnoręcznie podać wilkom kawałek mięsa. Na wsuniętą między kraty dłoń oficera rzuca się jeden z wilków i gryzie ją. Interweniuje Julia, która oferuje opatrunek i przewiezienie oficera na dwór. W drodze powrotnej, w karecie, dochodzi do zbliżenia miłosnego, połączonego z ekstatyczną reakcją Julii na widok krwi – kobieta całuje zakrwawioną dłoń Ottona a następnie gwałtownie gryzie, potęgując ból kochanka. Jakiś czas później Julia opuściła dwór cesarski bez pożegnania i wyjechała w nieznanym kierunku. Otton nie kryje swojego zadowolenia, że udało mu się po latach odnaleźć w Rosołowicach ukochaną, zamężną już, ale nie stroniącą od uciech cielesnych z innymi osobami Julię.
Tymczasem Kacper Wosiński, czujący się trochę lepiej, zanosi Julii list „od jej męża”, hrabiego Ludwika. Przez uchylone lekko drzwi spostrzega Julię i Ottona w miłosnym uścisku. Po chwili wahania puka do drzwi i na wezwanie wchodzi do komnaty. Otto gra na pianinie a siedząca obok Julia pogardliwym tonem poleca Kacprowi położyć list na komodzie i wyjść. Na wychodnym dociera do jego uszu obraźliwe „Imbecile!” z ust Julii. Wściekły i z poczuciem urażonej dumy Kacper wraca do swojej oficyny (po drodze mija rozlokowanych przed pałacem huzarów), gdzie zastaje niespodziewanie swojego brata Mateusza. Obaj bracia padają sobie radośnie w ramiona i raczą się alkoholem. Dobry nastrój mężczyzn nie trwa jednak zbyt długo – Mateusz przywozi ze sobą złe nowiny: chce opuścić dom w Sieniawce, nie wytrzymując dłużej koszmarów, jakie od dłuższego czasu go tam nękają. Szczegółowo opisuje noc, w czasie której obudził go i przeraził do omdlenia upiór Maryny, krzątającej się po domu. Kacper sceptycznie reaguje na opowiadania brata, ale ten z całą mocą wywodzi, iż kołek osikowy musiał wypaść z ciała nieboszczki po tym, jak w wyniku potyczki wiarusów z zaborcami kula armatnia rozwaliła jej mogiłę („Tylko dół pozostał i zwały ziemi”). Po tej potyczce Mateusz regularnie słyszał głos (śmiech) Maryny w domu i w ogrodzie. Nieprzekonany Kacper otrzymuje od brata dagerotyp z wizerunkiem Maryny. Przyjrzawszy się portretowi uważniej Kacper zaczyna odkrywczo dostrzegać uderzające podobieństwo swojej żony do hrabiny Julii (obie postacie grane przez Iwonę Bielską)! Kacper nabiera podejrzeń, iż piękna hrabina jest nowym wcieleniem zmarłej Maryny i to w Julii teraz będzie on mieć śmiertelnego wroga. Mateusz, słuchający niezrozumiałego monologu brata, sugeruje szukać pomocy u księdza i w modlitwie, ale Kacper stanowczo i ze złością odrzuca ten pomysł. Jest zdecydowany stawić czoła „przeklętej suce, wilczycy!”, jak synonimowo zaczął określać Marynę-Julię. Następnego dnia, widząc Julię z małej odległości, Kacper potwierdza ponownie swoje przypuszczenia co do nowej inkarnacji Maryny.
Wieczorem coraz bardziej zmęczonego psychicznie Kacpra odwiedza towarzysko doktor Goldberg. Przy lampce alkoholu i blasku ognia kominkowego panowie wymieniają uwagi na temat związku Julii z oficerem Ottonem. Kacpra intryguje coraz bardziej prawdopodobieństwo przeistoczenia się Maryny w postać Julii. Pyta swojego uczonego gościa, specjalistę od wiedzy tajemnej, czy możliwe jest, aby „zmarły przemienił się w kogoś żywego, pięknego?”. Doktor Goldberg zaznacza, że odpowiedzi nie trzeba szukać w „wiedzy tajemnej; można ją znaleźć w Piśmie Świętym”, po czym wskazuje Kacprowi odpowiedni cytat z Ewangelii, według którego możliwość taka istnieje. Kacper prosi uczonego doktora o poradę „co czynić”, ale doktor jeszcze nie jest w stanie mu pomóc.
Rankiem Kacper Wosiński obserwuje pochód kobiet wracających z kościoła w święto Matki Boskiej Gromnicznej. Podbiega doń służący Oleksiak (Ryszard Kotys) z naleganiem, aby wynaleźć jakieś środki zaradcze na „wilczycę wielką jak cielak”, grasującą po okolicy i napędzającą stracha miejscowej ludności. Oleksiak sugeruje zastrzelić zwierza srebrną kulą ulaną w święconej wodzie. Również moment na zasadzkę jest odpowiedni – nów Księżyca. Kacper wymownym milczeniem reaguje na pomysł Oleksiaka.
Zegar wybija północ. Kacper czyści właśnie swój pistolet i popija wino, gdy ze strychu zaczyna nagle dobiegać szmer otwieranych drzwi i łoskot łańcucha. Kacper bardzo powoli bierze do rąk nabity zwykłym nabojem pistolet i świecę i przechodzi schodami w kierunku strychu. Za drzwiami prowadzącymi na strych słyszy wyraźnie warkot wilka – oddaje strzał, rozlega się pisk ranionego zwierzęcia, a następnie złowieszczy śmiech Maryny-Julii. Oszalały ze strachu Kacper zbiega z hukiem do swojego pokoju i tarasuje drzwi skrzynią. Wciąż słysząc śmiech dochodzący ze strychu, Kacper w pośpiechu opróżnia butelkę wina, następnie pijany, przemęczony i załamany nerwowo zasypia na stole.
Hortensja Vitie stawia hrabinie Julii tarota – w czasie wróżby dostrzega w kartach zapowiedź czegoś złego, ale nie ujawnia zaciekawionej Julii, o co chodzi. Julia wyśmiewa swoją byłą kochankę i odprawia ją słowami „Nie jesteś mi już do niczego potrzebna Hortensjo”. Zazdrosna o Ottona Hortensja odgryza się, że związek hrabiny z oficerem nie potrwa długo.
Kacper Wosiński wyrusza ze strzelbą do lasu z zamiarem upolowania grasującej tam wilczycy. Dostrzega ją już po kilku chwilach i bezzwłocznie rzuca się w pogoń. Oddaje kilka strzałów, ale żaden z nich nie trafia celu. Pogoń trwa, Kacper oddaje jeszcze jeden strzał, po którym rozlega się pisk ranionego zwierzęcia. Kacper odnajduje ślady krwi na śniegu, podąża w wyznaczonym przez nie kierunku. Nagle drogę blokuje mu biały koń oraz siedząca na nim – i ranna w rękę – hrabina Julia. „Do zobaczenia, Panie Wosiński” – zwraca się do strzelca kobieta i odjeżdża. Zaskoczony Kacper orientuje się, że raniąc wilczycę, zranił też Julię.
Trwają uniesienia miłosne Julii i Ottona. Podczas jednego z pieszczotliwych wieczorów przy kominku oficer spostrzega zabandażowaną dłoń Julii. Pytana o okoliczności zranienia Julia bagatelizuje sprawę zasłaniając się niepamięcią.
Kacper, po nieudanym polowaniu nabiera przekonania, iż jedynym skutecznym sposobem na wilczycę jest strzał srebrną kulą. Udaje się z prośbą o pomoc do doktora Goldberga. Wyznaje przed nim dramatyczne uczucia, jakie nim targają w związku ze zmarłą żoną i Julią. Doktor zwraca uwagę, iż pies (Figa) padł ofiarą ataku wadery, ale Kacper zdaje się o tym już doskonale wiedzieć. Kacper spożywa alkohol niemal bez ustanku, dopóki nie powstrzymuje go Goldberg („Nie radzę Panu tyle pić. Dłoń musisz mieć pewną”). Wosiński prosi o srebrną kulę, ulaną w święconej wodzie. Doktor godzi się, ale zanim spełni prośbę gościa wypróbuje on jeszcze metodę voo-doo, aby pozbyć się już wszelkich wątpliwości co do prawdziwej tożsamości hrabiny Julii. Posługując się wrzecionem i serią zaklęć doktor przebija ekstatycznie konterfekt Julii. Czynność powtarza kilkakrotnie. Z obrazka sączy się krew. W tym samym czasie hrabina Julia dostaje ataku przeszywającego bólu w okolicach klatki piersiowej. W pałacu rozlegają się okrzyki „nie do wytrzymania”. Zdezorientowany Otto nie jest w stanie pomóc kochance, nie wie nawet, co jest przyczyną nagłego przypływu bólu Julii. Po jakimś czasie do doktora przybywa posłaniec (Andrzej Bielski) z prośbą o natychmiastowe przybycie do pałacu, aby udzielić hrabinie pomocy – wszystko jest zatem jasne: Julia to na pewno wcielenie zmarłej Maryny. Doktor, przed wyjściem udziela Kacprowi kilku wskazówek: wyciągnąć szydło z portretu, nie patrzeć na wykonywane czynności, spalić konterfekt. Wosiński usłużnie wykonuje polecenia doktora.
Karnawał. Hrabina Julia czuje się już znakomicie. Urządza bal w pałacu, ale żaden z zaproszonych gości nie przyjechał – z pobudek patriotycznych. Julia, nie przejmując się „błazenadą” sąsiadów, porywa Ottona do tańca przy muzyce. Tańczącej parze przygląda się z boku Hortensja.
W domu Goldberga trwa odlewanie srebrnej kuli. Kacper rozmawia z doktorem krótko na bieżące tematy. Odrzuca jednocześnie ofertę pomocy nabicia pistoletu srebrną kulą. „Sam to zrobię!” – pada zdecydowana odpowiedź. Przebywając już w pałacu Kacper samodzielnie i ostrożnie nabija broń. Wykonuje pistoletem dramatyczny znak krzyża i wolnym krokiem udaje się w kierunku sypialni Julii, gdzie spodziewa się ją zastać w objęciach Ottona. Wchodzi spokojnie do pokoju zaskoczonej, rozebranej do naga pary – celuje prosto w głowę Julii i strzela. Hrabina pada trupem. Zszokowany i bezbronny Otto wzywa w języku niemieckim pomoc. Do sypialni wpada dwóch uzbrojonych huzarów. Kacper z łatwością ich unieszkodliwia przy pomocy szabli. Chcąc jak najszybciej uciec z pałacu Wosiński wyskakuje przez zamknięte okno na piętrze. Pada na ziemię, podnosi się i biegnie w kierunku konia. Mija i trąca po drodze zaalarmowanych huzarów. Ci sięgają po broń i strzelają w kierunku uciekającego. Jeden z nich trafia Kacpra w plecy. Ciężko ranny bohater z dużą trudnością wdrapuje się na konia i ucieka. Jego dalszy los pozostaje nieznany.
Po kilku miesiącach do pałacu w Rosołowicach powraca hrabia Ludwik. Towarzyszy mu nieodłącznie hrabia Wiktor Smorawiński. Właściciela majątku wita miejscowy proboszcz oraz służba pałacowa. Ludwik dopytuje księdza o miejsce pochówku Julii i wyraża oburzenie, iż nie przeniesiono jej do rodzinnego grobu. Rozmowę podgląda chowający się za kolumną doktor Goldberg. Ekshumacja szczątków Julii odbywa się w obecności obu hrabiów, służby pałacowej, grabarzy oraz pod nadzorem naczelnika. Po wydobyciu trumny na powierzchnię ziemi hr. Wiktor przestrzega Ludwika przed konsekwencjami ekshumacji, ale Ludwik jest niezłomny – „musi jeszcze raz zobaczyć” Julię. Następuje podniesienie wieka trumny. Wewnątrz znajduje się szkielet... wilka. W Rosołowicach rozlega się długi, donośny krzyk rozpaczy Ludwika.

## Plenery
- Dwór w Wodzieradach koło Łodzi – dwór w Sieniawce
- Pałac w Śmiełowie – pałac w Rosołowicach
- Zamek w Schwerinie – dwór cesarski w Wiedniu
- Ogród Zoologiczny we Wrocławiu – miejsce randki hr. Julii z Ottonem
- Wnętrze siedziby Muzeum Narodowego we Wrocławiu – westybul pałacu w Rosołowicach, gdzie po latach spotkali się ponownie Otto i hr. Julia
- Spichlerz w Brzóstkowie – dom doktora Goldberga

## Obsada
- Krzysztof Jasiński – Kacper Wosiński, weteran powstania, mąż Maryny i brat Mateusza, zarządca majątku w Rosołowicach, do którego przeniósł się po śmierci żony. Główny obiekt prześladowań ze strony Maryny/Julii (tytułowej, symbolicznej „wilczycy”); skutecznie dokonuje zamachu na życie Julii-wilczycy, jednak okupuje to poważną (być może śmiertelną w skutkach) raną postrzałową.
- Iwona Bielska – Maryna Wosińska (żona Kacpra) a zarazem hrabina Julia (żona hrabiego Ludwika); symbol tytułowej „wilczycy”, kobiety-wampa, dewiantki seksualnej, zafascynowanej złem, wyniszczającej psychicznie mężczyzn (skupionych symbolicznie wokół postaci Kacpra Wosińskiego); ginie w wyniku strzału srebrną kulą.
- Stanisław Brejdygant – hrabia Ludwik, mason, właściciel Rosołowic, weteran powstania i spiskowiec, przyjaciel Kacpra, niewydolny seksualnie mąż młodej hrabiny Julii. Podejrzewany o udział w spisku przeciwko cesarzowi, zmuszony uciekać za granicę; wraca po latach na wieść o śmierci małżonki; nakazuje przeprowadzić ekshumację zwłok: w trumnie znajduje się szkielet wilczycy.
- Olgierd Łukaszewicz – Otto von Furstenberg, oficer i przywódca oddziału huzarów stacjonującego w Rosołowicach, kochanek hrabiny Julii pod nieobecność jej męża.
- Jerzy Prażmowski – Mateusz Wosiński, brat Kacpra, współwłaściciel majątku Sieniawka, przebija trupa Maryny kołkiem osikowym; opuszcza majątek powodowany strachem przed wałęsającym się po nocach upiorem Maryny. To właśnie on, samotnie mieszkając w majątku, najbardziej doświadczył obecność wilczycy.
- Henryk Machalica – doktor Goldberg, bezskutecznie próbuje ratować życie Maryny; główny zaufany doradca Kacpra w trudnych dla niego chwilach walki psychicznej z prześladującą go hrabiną Julią-wilczycą; człowiek światły, gruntownie wykształcony, ale też głęboko wierzący; odlewa srebrną kulę na prośbę Kacpra i dokonuje kilku okultystycznych rytualnych zabiegów mających potwierdzić tożsamość Julii-Maryny-wilczycy.
- Leon Niemczyk – hrabia Wiktor Smorawiński, przyjaciel hrabiego Ludwika; przybywa pospiesznie do Rosołowic, aby ostrzec Ludwika przed niechybnym aresztowaniem (obaj hrabiowie brali udział w nieudanym, zdekonspirowanym spisku na życie cesarza) i zmusić go do jak najrychlejszego wyjazdu za granicę.
- Hanna Stankówna – Hortensja Vitie, kochanka Julii; wobec impotencji hrabiego Ludwika i jego nadmiernego zaangażowania w sprawy polityczno-spiskowe, spada na nią główny ciężar zaspokojenia potrzeb cielesnych hrabiny Julii – do czasu pojawienia się Ottona von Furstenberga; stawiając tarota ostrzega Julię przed złowrogą przyszłością (w domyśle – przed rychłą śmiercią); zepchnięta na margines w dalszej części fabuły.
- Jerzy Zygmunt Nowak – lokaj pałacu w Rosołowicach, pomoc domowa Kacpra Wosińskiego.
- Andrzej Bielski – lokaj pałacu w Rosołowicach
- Ryszard Kotys – Oleksiak, doradzający Kacprowi upolować grasującą po okolicach wilczycę strzałem srebrną kulą.
- Tadeusz Teodorczyk – woźnica Onufry, naoczny świadek (wraz z Kacprem) grasującego nocami w lasach upiora Maryny.
- Stefan Paska – Stasiek, patrolujący drogę z Rosołowic do Tatarskiego Zajazdu.